# David Louhoungou
David Louhoungou (París, Francia, 28 de febrero de 1989) es un futbolista francés de ascendencia congoleña. Juega de defensa y su actual equipo es el Besançon RC de la Championnat National de Francia.

## Selección nacional
Ha sido internacional con la Selección de fútbol del Congo, ha jugado 3 partidos internacionales.

## Clubes
| Club                | País    | Año       |
| ------------------- | ------- | --------- |
| Stade Rennes        | Francia | 2006-2009 |
| Hamilton Academical | Escocia | 2009      |
| Kocaelispor         | Turquía | 2010      |
| US Boulogne         | Francia | 2010      |
| Besançon RC         | Francia | 2011-     |